# ローナ・メイトランド
ローナ・メイトランド（Lorna Maitland、1943年11月19日 - ）は、アメリカ合衆国の女優。

## 出演作品
- 欲情/マッド・ハニー
- 肉体の罠（ローナ）